# Lupine Essence
Lupine Essence è il primo album dei Suidakra, pubblicato nel 1997.

## Il disco
Il disco è stato registrato nel giugno 1997 al Jam Studios di Leverkusen da parte di Torsten Pätzold. Lo stile è più orientato verso il Black metal, rispetto agli altri album dei Suidakra, orientati verso il Melodic death metal.
Internal Epidemic, l'ultimo brano, è tratto dal demo Dawn, inserito nella stessa versione e non registrato nuovamente.
Nel 1999 Lupine Essence è stato commercializzato nuovamente con Lays from Afar come bonus track.
La canzone Warpipes Call Me verrà ri-arrangiata e ri-titolata Still the Pipes Are Calling in Emprise to Avalon, album del 2002.

## Tracce
1. Banshee – 4:39
2. Dragon Tribe – 4:19
3. Heresy – 3:49
4. Sheltering Dreams – 3:19
5. Havoc – 4:01
6. Warpipes Call Me – 4:16
7. ...And a Minstrel Left the Mourning Valley – 2:02
8. Internal Epidemic – 3:15

## Formazione
- Arkadius Antonik - voce, chitarra
- Marcel Schoenen - chitarra, voce
- Christoph Zacharowski - basso
- Stefan Möller - batteria
- Daniela Voigt - tastiera, voce